# Michael Roßbach
Michael Roßbach (* 12. November 1954) ist ein ehemaliger deutscher Fußballspieler.

## Sportlicher Werdegang
Roßbach entstammt dem Berliner Jugendfußball, wo er für Viktoria 89 Berlin und Blau-Weiß 90 Berlin aktiv war. Der Stürmer  kam über Hertha BSC zu Wacker 04 Berlin in die 2. Bundesliga Nord, wo er in der Spielzeit 1975/76 in 18 Spielen vornehmlich als Einwechselspieler zum Einsatz kam. Nach dem Ende der Spielzeit, die der Klub auf dem 16. Tabellenplatz beendete, trennten sich trotz des Klassenerhalts die Wege von Spieler und Verein nach nur einer Saison.